# Snuiver

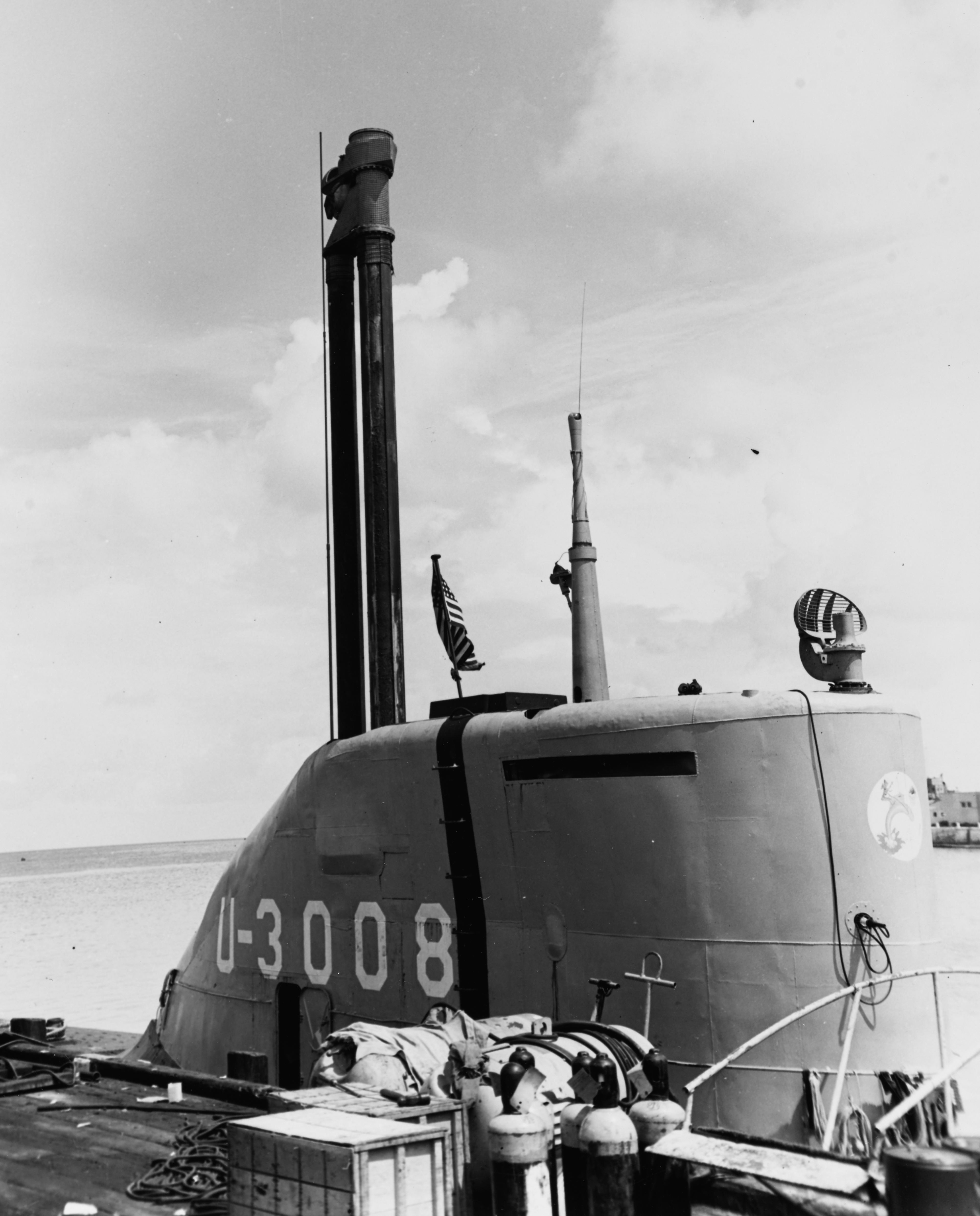
De commandotoren van de U-3008 met uitgeschoven snuiver

De snuiver, vroeger installatie voor getrimd dieselen genoemd, is een voorziening die onderzeeboten in staat stelt onder water op dieselmotoren te varen. Het is, simpel gezegd, een uitschuifbare holle mast van enkele meters lang, die een onder water varende onderzeeboot tot vlak boven het zeeoppervlak kan uitsteken om lucht aan te zuigen voor de dieselmotoren en om uitlaatgassen af te voeren.

## Achtergrond en werking
De aandrijving van onderzeeboten was lange tijd een probleem. De eerste exemplaren waren aangewezen op handkracht, een enkele uitvinder gebruikte zelfs een zeil. Tijdens de Amerikaanse Burgeroorlog werd voor het eerst een model geïntroduceerd dat een (stoom)machine gebruikte. Het nadeel daarvan was echter dat de stoommachine afhankelijk was van de zuurstof in de buitenlucht en dat de rook via een schoorsteen afgevoerd moest worden. Dit model kon nauwelijks dieper varen dan het wateroppervlak en verried zijn aanwezigheid al van ver door een dikke rookpluim.
De ontwikkeling van accu's en elektromotoren maakte in de 19e eeuw een krachtbron mogelijk die onafhankelijk was van de aanvoer van zuurstof. Het nadeel van de benodigde accu's (naast het gewicht en het gevaar van giftige gassen) is echter hun beperkte gebruiksduur. Ook met accu's en elektromotoren konden onderzeeboten slechts korte tijd onder water blijven.
De snuiver was een boven water uitstekende luchttoevoer- en afvoerpijp. Via de pijp werd verse lucht aangezogen voor de dieselmotoren en de afvoerpijp bracht de uitlaatgassen van de motor weer naar buiten. Beide pijpen waren voorzien van zelfsluitende kleppen tegen het binnendringen van zeewater. Dit had als belangrijk voordeel dat de onderzeeboot met de veel krachtiger dieselmotoren met grote snelheid onafgebroken onder water kon varen. De accu's konden ook worden opgeladen zonder dat de onderzeeboot naar de oppervlakte hoefde te gaan.

## Geschiedenis
Een praktische oplossing was de onderzeeboten uit te rusten met diesel- én elektromotoren. Min of meer noodgedwongen bleven onderzeeboten het grootste deel van hun tijd boven water en doken slechts onder om een tegenstander (bijvoorbeeld een torpedobootjager) te ontlopen of vlak voor een aanval. Boven water varend was de onderzeeboot in elk geval in staat de omgeving te verkennen en gelijktijdig de accu's op te laden voor een nieuwe duik.
Het waren de Nederlanders luitenant-ter-zee Jan Jacob Wichers en Schout-bij-nacht J.C. van Pappelendam die in de jaren dertig op het idee kwamen onderzeeboten te voorzien van een uitschuifbare pijp waardoor lucht kon worden aangevoerd. Zo was de onderzeeboot in staat om met weinig kans op ontdekking de accu's op te laden. Een veel langer verblijf onder water werd aldus mogelijk.
Wie de snuiver exact heeft uitgevonden is nog steeds niet helemaal duidelijk. Bronnen uit de familie Van Pappelendam beweren dat Wichers het idee in de tijd van de Tweede Wereldoorlog heeft 'gestolen' en wat kleine dingetjes heeft veranderd aan het ontwerp. Van Pappelendam kon hier niks tegen doen, want hij was destijds krijgsgevangenen in een kamp. Er is over dit conflict een rechtszaak geweest. De rechter gaf Van Pappelendam gelijk, waardoor het idee aan Wichers én Van Pappelendam werd toegeschreven.
De eerste Nederlandse onderzeeboten, de O 19 en de O 20, werden in 1939 van dit apparaat voorzien. Merkwaardig genoeg liet de Royal Navy tijdens de Tweede Wereldoorlog de snuivers van de naar Engeland uitgeweken Nederlandse onderzeeboten verwijderen. De Duitsers, die met het apparaat kennismaakten na de inval in Nederland (op de scheepswerven in Rotterdam en scheepswerf de 'Schelde' in Vlissingen lagen enkele onvoltooide exemplaren), verbeterden het en rustten al hun U-boten ermee uit. 
De Duitsers spraken van Schnorchel. De Amerikaanse marine ontdekten de snuiver aan het eind van de oorlog toen een Duitse onderzeeboot in hun handen viel. Zij noemden het een snorkel en hielden de snuiver lange tijd voor een Duitse uitvinding. In het Nederlands is een snorkel een buis waardoor zwemmers kunnen ademen. In het Engels en het Duits heet zo'n snorkel hetzelfde als een snuiver: snorkel respectievelijk Schnorchel.

## Andere ontwikkelingen
Het gebruik van kernenergie, vanaf 1955, als onderzeebootaandrijving, heeft de snuiver niet overbodig gemaakt. Het merendeel van de onderzeeboten gebruikt ook nu nog een dieselelektrische aandrijving. Een nieuwe ontwikkeling is echter die van Air Independent Propulsion (AIP), aandrijving waarvoor brandstoffen gebruikt worden, waarvan de afvalgassen worden hergebruikt. De eerste experimenten met AIP werden al in de Tweede Wereldoorlog gedaan door de Duitsers. Zij gebruiken waterstofperoxide als brandstof. Proeven met Duitse onderzeeboten door met name de Britten na de oorlog wezen uit dat het brandgevaar hier aanzienlijk was. Door het gebruik van kernenergie, de verbeteringen aan de snuiverinstallaties en de toenemende levensduur van accu's raakte AIP lange tijd uit het zicht van de ontwerpers. In 1996 en 1997 nam de Zweedse marine drie onderzeeboten van de Gotlandklasse (Type A-19) in dienst, voorzien van AIP. Sindsdien heeft ook de Koninklijke Marine interesse in AIP en wordt dit geopperd als optie voor de modernisering van de Walrusklasse onderzeeboten.